# Allée Éveline-Garnier
L'allée Éveline-Garnier est une allée piétonne située dans le 2e arrondissement de Paris, dans le quartier Vivienne.

## Situation et accès

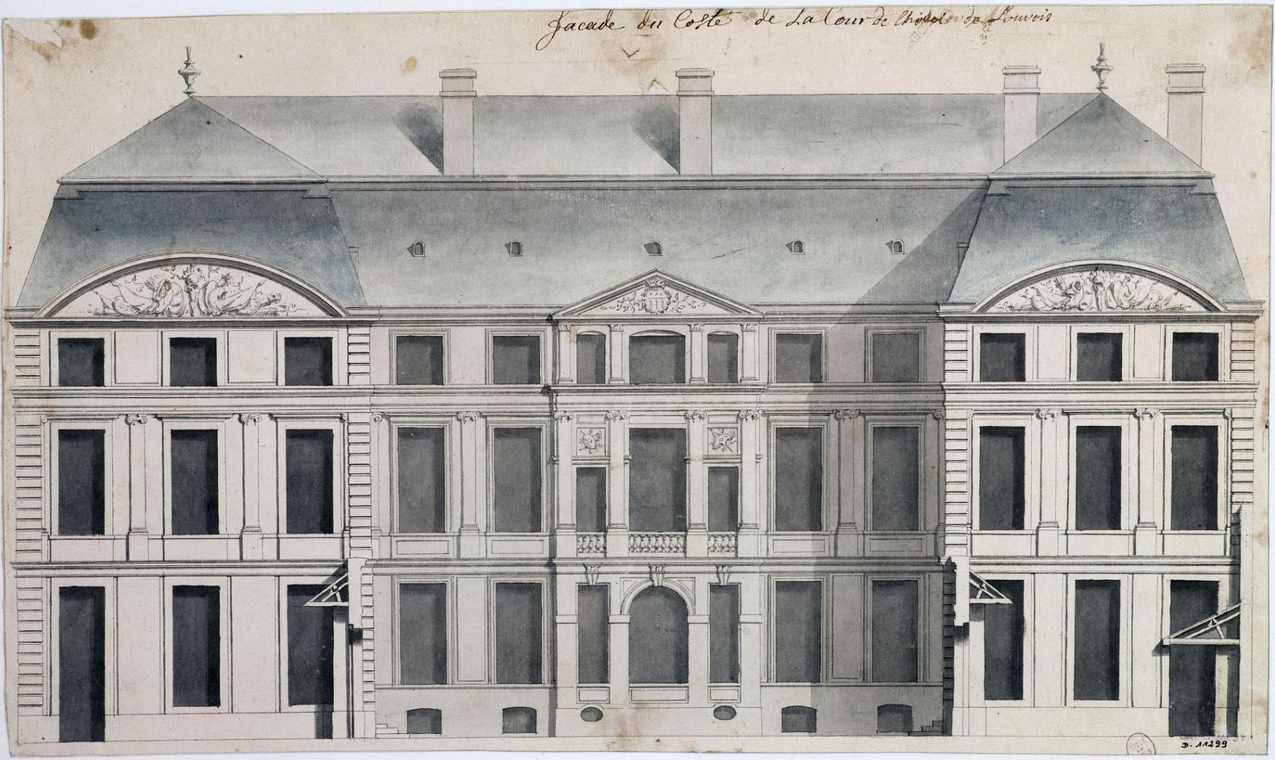
Façade de l'ancien hôtel de Louvois, vers 1718-1736 (dessin : Jean-Michel Chevotet).

L'allée est dans le square Louvois, espace vert central du quartier encadré par quatre voies :
- au nord : la rue de Louvois ;
- à l'est : la rue de Richelieu ; en face, se trouve le quadrilatère Richelieu, site de la Bibliothèque nationale de France ;
- au sud : la rue Rameau ;
- à l'ouest : la rue Lulli.

Ce site est desservi par la ligne 3 aux stations de métro Quatre-Septembre et Bourse.

## Origine du nom
L'allée a été nommée en hommage à Éveline Garnier, héroïne de la Libération de Paris. 

## Historique
Les allées du square Louvois sont nommées en mémoire du couple de résistantes Andrée Jacob et Éveline Garnier, inaugurées à l'occasion du 75e anniversaire de la Libération de Paris en août 2019. Andrée Jacob et Éveline Garnier ont participé au sauvetage de nombreuses familles juives pendant la Seconde Guerre mondiale.

## Bâtiments remarquables et lieux de mémoire
L'allée jouxte la fontaine Louvois composée de sculptures allégoriques qui représentent quatre grands fleuves et rivières français : la Seine, la Garonne, la Loire, et la Saône.
Dans l'enceinte du square a été dressée la stèle de l'Association pour la mémoire des enfants juifs déportés constituée d'une plaque de verre commémorative qui rappelle le souvenir de dix enfants en bas âge du 2e arrondissement arrêtés par les nazis et envoyés à la mort. Parmi eux, trois enfants d'une même famille.

### Sources
- « Insecula » (consulté le 2 juillet 2008).
- Marie-Hélène Levadé (photogr. Hughes Marcouyeau), Les Fontaines de Paris : L'eau pour le plaisir, Paris et Bruxelles, Éditions Chapitre Douze, 2006, 592 p. (ISBN 978-2-915345-05-6), p. 82.